# Corsair Marine
Corsair Marine International ist eine Werft für Trimarane.

## Geschichte
Corsair Marine wurde 1984 im US-amerikanischen Chula Vista in der Nähe von San Diego in Kalifornien gegründet. Firmenchef war John T. Walton, der Sohn von Sam Walton, dem Gründer der Kaufhauskette Walmart. Vize President und Konstrukteur war der Australier Ian Farrier. Farrier hatte 1975 ein Faltsystem für Trimarane patentiert. Farrier entwickelte und baute das erste Produkt der Firma, den Corsair F-27, der am 28. Mai 1985 zum ersten Mal gesegelt wurde.
Farrier arbeitete für Corsair bis 1991.
1994 verkaufte John Walton die Firma an Paul Koch, der damals der australische Händler für Corsair Marine war. Koch war auch Eigentümer der australischen Werft OSTAC und hatte mit Farrier zusammengearbeitet. Koch brachte Farrier in die Firma zurück. Farrier arbeitete die nächsten 6 Jahre für Corsair Marine. Als Farrier im Jahr 2000 die Firma verließ, um Farrier Marine zu gründen, kaufte Corsair Marine alle Rechte an Farriers F-24, F-28 und F-31 Booten. Zu diesem Zeitpunkt wurde Warenzeichen und Segelzeichen von Farriers „F-“ zu Corsairs „C“ geändert, und die Boote wurden in C24, C28 und C31 umbenannt.
Seit 2006 befinden sich der Hauptsitz des Unternehmens sowie der Produktionsstandort in Ho-Chi-Minh-Stadt in Vietnam. Im Oktober 2010 wurde das Unternehmen von der australischen Bootswerft Seawind Catamarans übernommen.
Seit der Gründung wurden über 1700 Trimarane verkauft. Das Unternehmen kann über ein Händlernetz an sechs Standorten in den Vereinigten Staaten und weiteren 19 weltweit zurückgreifen, welche die Boote verkaufen und auch warten.

## Modellpalette
Die Modellpalette umfasst gegenwärtig Boote in verschiedenen Konfigurationen, in den Längen 24, 28, 31 und 37 Fuß.
- Sprint 750 (24') MK II
- Dash 750 (24') MkII
- C28
- C31
- C37